# Castiglione Olona
Castiglione Olona är en ort och kommun i provinsen Varese i regionen Lombardiet i Italien. Kommunen hade 7 685 invånare (2018).